# Humulina
Humulina® (Humulin®) es el nombre comercial de un grupo de productos de insulina humana, originalmente desarrollado por Genentech en 1978, adquirido después por Eli Lilly and Company. La Humulina® se sintetiza en una cepa de laboratorio de la bacteria Escherichia coli, que ha sido genéticamente modificado para producir insulina humana. La insulina así sintetizada se combina luego junto con otros compuestos o tipos de insulina que afectan a su vida media y absorción. Por ejemplo, la Humulina R se compone de cristales de insulina y zinc disueltos en un líquido claro. 
La Humulina por sí sola es una insulina de acción corta. La Humulina R, al igual que muchas otras insulinas inyectables, se destina para la inyección subcutánea, por lo que no debe ser utilizado por vía intramuscular, ya que su dispersión en el resto del cuerpo tomaría mucho más tiempo. 

## Tipos
En la actualidad es comercializada por Eli Lilly bajo diferentes fórmulas: 
- Humulina R (inyección de la insulina humana REGULAR [origen ADNr]) es una preparación de acción rápida que tiene una duración de acción relativamente corta en comparación con otras insulinas.
- Humulin R Regular U-500 (concentrada): inyección de insulina humana, la USP (origen ADNr) tiene una mayor concentración de Humulin R (500 unidades/mL).
- Humulina N (inyección de insulina NPH humana [origen ADNr]) es una insulina de acción intermedia con un inicio de acción más lento y una mayor duración de actividad en comparación con la Humulin R.
- Humulina 70/30 (70% suspensión de insulina isofánica humana y 30% de inyección de insulina humana [origen ADNr]) es una insulina combinada. Se trata de una insulina de acción intermedia combinada con el inicio de acción clásico de la Humulin®.
- Humulina 50/50 (50% suspensión de insulina isofánica humana y 50% de inyección de insulina humana [origen ADNr]) es una insulina combinada. Se trata de una insulina de acción intermedia combinada con el inicio de acción característico de la Humulin R.

Según el sitio web de la compañía, la Humilina es idéntica en estructura química a la insulina humana.
- Datos: Q2893248